# Joint Photographic Experts Group
El Joint Photographic Experts Group és un comitè que neix entre ISO i la Unió Internacional de Telecomunicacions l'any 1982 i que ha creat els estàndards JPEG i JPEG 2000. El grup es reuneix tres cops per any a Nord-amèrica, Àsia i Europa. El Joint Bi-level Image experts Group (JBIG) és un sub-group del Joint Photographic Experts Group, que emfatitza el seu treball en la imatges monocolor. Han creat l'estàndard JBIG.

## Estàndards publicats
| Common Name | ISO/IEC Number  | ITU Number                 | Formal Title                                                 |
| ----------- | --------------- | -------------------------- | ------------------------------------------------------------ |
| JPEG        | ISO/IEC 10918-1 | ITU-T Recommendation T.81  | Compressió d'imatges reals                                   |
| JPEG 2000   | ISO/IEC 15444   | ITU-T Recommendation T.800 | Compressió d'imatges reals, evoloció del JPEG                |
| JBIG        | ISO/IEC 11544   | ITU-T Recommendation T.82  | Codificació d'imatges i audio bi-nivell de forma progressiva |